# La Mort du général Wolfe
La Mort du général Wolfe est une peinture célèbre de 1770 due à l'artiste anglo-américain Benjamin West et qui montre les derniers instants du général britannique James Wolfe pendant la bataille de Québec (1759) au cours de la guerre de Sept Ans. Il s'agit d'une peinture à l'huile sur toile de style néoclassique. En 1771, l'artiste réalisa une autre peinture presque identique de la même scène à l'intention du roi George III.

## Composition
Le sujet, comme le titre l'indique clairement, est la mort du vainqueur des Plaines d'Abraham en 1759. Sur un fond de bataille, dont on aperçoit les protagonistes dans la fumée des canons à gauche, et des navires, à droite sur l'horizon, les figures du premier plan qui entourent le général Wolfe sont clairement placées en trois groupes : au centre gauche du tableau, un groupe est constitué de six personnages qui contemplent la scène dans des postures diverses mais toutes attentives (dont un Amérindien) ; un groupe de deux personnages recueillis et priants est placé à l'extrême droite du tableau ; la scène principale du mourant (les yeux éplorés) est placé au centre (légèrement décalée vers la droite et plus bas que l'horizon), trois personnages à genoux le soutiennent, dont un qui examine sa plaie mortelle. Deux autres, debout, accompagnent l'attention des précédents, un des deux porte un drapeau en berne.
Différents objets jonchent le sol au tout premier plan, fusil, armes, coiffure...
Si cette composition rappelle à l'évidence le thème de La Déploration sur le Christ mort, le peintre ne respecte pas les conventions de son temps qui auraient voulu des personnages habillés à l'antique : Ces derniers portent leurs habits de bataille de leur temps, comme en témoigne également un indien en costume autochtone.
La Mort du général Wolfe se trouve actuellement dans la collection du musée des beaux-arts du Canada, à Ottawa, ainsi qu'à la Clements Library de l'université du Michigan et au Musée royal de l'Ontario à Toronto. Il existe cinq portraits de Benjamin West. La mort de Wolfe et la représentation de cet événement par Benjamin West constituent la moitié du travail historique de Simon Schama Dead certitudes: Unwarranted Speculations (1991).

## Analyse
L'image que West nous montre du général Wolfe rappelle la figure du Christ. Cette peinture a une composition triangulaire, grâce au sommet (qui constitue l'apex) et à la position des hommes. Elle fait penser à une Pietà, où la Vierge Marie étreint le Christ, une Déploration sur le Christ mort et son cortège de proches éplorés. 
La représentation d'un guerrier indigène – à genoux et le menton sur le poing, en train de regarder le général Wolfe – fait l'objet d'analyses différentes. Dans l'art, toucher son visage avec sa main est une marque de réflexion profonde et d'intelligence (par exemple Le Penseur de Rodin). Certains y voient une idéalisation fondée sur le concept du bon sauvage. Par terre, en face de Wolfe, on voit son arme, sa boîte de cartouches et sa baïonnette. Wolfe est allé au combat armé comme ses hommes, bien que son mousquet fût de meilleure qualité. Sa tenue aussi est à noter. Il porte un manteau rouge assez simple, un gilet rouge, une culotte rouge, et une chemise blanche. Une telle tenue était plutôt simple, surtout pour un chef de guerre. Intéressant est le fait qu'on a fait figurer Simon Fraser, lieutenant-colonel au 78e Fraser Highlanders (derrière un membre des Rogers' Rangers habillé de vert) : de fait le général Wolfe a toujours dit le plus grand bien du régiment de Fraser, mais ce dernier n'avait pas participé à la bataille : blessé auparavant il était en train de se rétablir. Sur la peinture, Fraser porte le tartan qui était probablement celui des officiers de ce régiment.

## Fortune critique
Les vêtements que West a représentés dans cette scène ont été à l'époque passablement controversés. Bien que l'événement fût relativement récent – il datait seulement de onze ans – le sujet en faisait un exemple de peinture historique pour lequel des vêtements contemporains ne convenaient pas. Pendant le travail, plusieurs personnes influentes, y compris Sir Joshua Reynolds, lui donnèrent l'ordre d'habiller les personnages de façon classique et, quand l'œuvre fut finie, George III refusa de l'acheter parce que les vêtements compromettaient la dignité du sujet. Le travail n'en finit pas moins par surmonter toutes les objections et il aida à l'avènement d'une pratique plus exacte dans la peinture historique. 

## Œuvres du même sujet
- La Mort du général Wolfe d'Alonzo Chappel (en), 1857 (Archives nationales du Canada / C-042249).
- Copie d'après Benjamin West par George D. Tomlinson, 1882, musée des beaux-arts du Canada (nº 32).